# Piotr Hałas
Piotr Hałas (ur. 17.02.1987 we Wrocławiu) – polski koszykarz, występujący na pozycji rzucającego obrońcy lub rozgrywającego, a następnie szkoleniowiec koszykarski, m.in. asystent trenera w GTK Gliwice (do 2021 r.).